# چوودرانت (لوئیزیانا)
چوودرانت (به انگلیسی: Choudrant) شهری در ایالت لوئیزیانا کشور ایالات متحده آمریکا است که جمعیت آن در سرشماری سال ۲۰۱۰ میلادی، ۸۴۵ نفر بوده‌است.